# Majstori (televizijska serija)
Majstori je humoristična hrvatska dječja serija, u produkciji Jaka produkcija za HRT. Autorica serije je Sara Hribar.
Serija se emitira od 24. prosinca na programu HTV3 u jutranjem terminu tijekom dječjeg magazina Juhuhu.

## Radnja serije
Radnja serije fokusira se na likove koji popravljaju televizore, računala i druge uređaje, ali također nastoje djeci pokazati da se mogu zabavljati i bez televizora i drugih elektronskih uređaja (mobiteli, tableti, igrače konzole), te da je važno da se vrijeme s obitelji provede na različite načine, poput šetnji. Svaki kvar uređaja u seriji je povezan s problemom u ponašanju nekog od članova obitelji, a cilj serije je potaknuti emocionalni, kognitivni i socijalni razvoj djece.

## Uloge

### Glavne uloge
- Igor Kovač kao majstor šef Fabijan
- Maja Posavec kao majstorica Beti
- Toma Medvešek kao majstorski naučnik Pavo

### Gostujuće uloge
- Linda Begonja kao Anita Salabić, Mašina mama
- Priska Ugrina kao Maša Salabić
- Aria Dunda kao Ružica Kotačić
- Iva Babić kao Zdenka Zima
- Ksenija Marinković kao Ljerka
- Nataša Dorčić kao Olivera
- Borko Perić kao Vatroslav
- Tena Nemet Brankov kao Nataša
- Judita Franković kao Brigita
- Vinko Kraljević kao Milivoj
- Dražen Bratulić kao Pjer
- Martina Čvek kao Ružica Zderić
- Sara Parisi kao Sofija
- Vid Ćosić kao Dinko
- Darin Pavišić kao Marko
- Zvonimir Kufek kao Zdravko Zima
- Veronika Priselac kao Marica Zderić
- Tommy Benković kao gospodin Zderić
- Natan Medvešek kao Ognjen
- Jasmina Bojić kao Iskra
- Julija Toš kao Lorena
- Ilija Vujić kao Janko Zderić
- Sven Medvešek kao zubar Zubić
- Doris Šarić-Kukuljica kao Marica Kotačić
- Frano Mašković kao Oto Kotačić
- Živko Anočić kao tata Strujić
- Dora Fišter Toš kao mama Strujić
- Gloria Gubelj kao Marijeta Kutnjak
- Ramona Ivanda kao Svjetlana Strujić
- Branko Balon kao Đuro Kotačić